# Olga Szyszygina
Olga Szyszygina (ur. 23 grudnia 1968) – kazachska lekkoatletka, płotkarka, olimpijka.

## Kariera
Szyszygina swoją karierę zaczęła w 1995 roku od mitingu w Lucernie, gdzie ustanowiła swój rekord życiowy 12,44 s, co było wówczas najlepszym wynikiem na świecie, pomimo tego nie udało się jej zdobyć złotego medalu Mistrzostw Świata. W 1996 wykryto u niej niedozwolone środki dopingowe, za co została zdyskwalifikowana na okres dwóch lat. W 2000 roku na letnich igrzyskach olimpijskich w Sydney sprawiła wielką sensację zdobywając złoty medal. Zakończyła karierę w 2002. Jest rekordzistką Azji na wszystkich dystansach płotkarskich (50, 60, 100 m ppł) z wyjątkiem 400 m ppł.

## Osiągnięcia sportowe

### Igrzyska olimpijskie
| Miejsce | Dzień       | Rok  | Miejscowość | Konkurencja       | Czas biegu | Strata | Zwycięzca |
| ------- | ----------- | ---- | ----------- | ----------------- | ---------- | ------ | --------- |
| 1.      | 27 września | 2000 | Sydney      | bieg na 100 m ppł | 12,65 s    | -      | -         |

### Mistrzostwa świata
| Miejsce | Dzień       | Rok  | Miejscowość | Konkurencja       | Czas biegu | Strata   | Zwycięzca          |
| ------- | ----------- | ---- | ----------- | ----------------- | ---------- | -------- | ------------------ |
| 2.      | 6 sierpnia  | 1995 | Göteborg    | bieg na 100 m ppł | 12,80 s    | + 0,12 s | Gail Devers        |
| 4.      | 28 sierpnia | 1999 | Sewilla     | bieg na 100 m ppł | 12,51 s    | + 0,14 s | Gail Devers        |
| 3.      | 11 sierpnia | 2001 | Edmonton    | bieg na 100 m ppł | 12,58 s    | + 0,16 s | Anjanette Kirkland |

### Mistrzostwa Azji
| Miejsce | Dzień | Rok  | Miejscowość | Konkurencja       | Czas biegu | Strata   | Zwycięzca |
| ------- | ----- | ---- | ----------- | ----------------- | ---------- | -------- | --------- |
| 3.      | -     | 1993 | Manila      | bieg na 100 m ppł | 13,57 s    | + 0,50 s | Zhang Yu  |
| 1.      | -     | 1998 | Fukuoka     | bieg na 100 m ppł | 13,04 s    | -        | -         |

### Halowe mistrzostwa świata
| Miejsce | Dzień    | Rok  | Miejscowość | Konkurencja      | Czas biegu | Strata   | Zwycięzca          |
| ------- | -------- | ---- | ----------- | ---------------- | ---------- | -------- | ------------------ |
| 2.      | 12 marca | 1995 | Barcelona   | bieg na 60 m ppł | 7,92 s     | + 0,00 s | Aliuska López      |
| 1.      | 5 marca  | 1999 | Maebashi    | bieg na 60 m ppł | 7,86 s     | -        | -                  |
| 4.      | 9 marca  | 2001 | Lizbona     | bieg na 60 m ppł | 7,96 s     | + 0,11 s | Anjanette Kirkland |

### Najlepszy wynik w sezonie

#### 100 m przez płotki
| Rok  | Wiek    | Wynik | Miejsce  | Data        | Wynik na świecie |
| ---- | ------- | ----- | -------- | ----------- | ---------------- |
| 1994 | 26 lat  | 12,78 | Moskwa   | 31 lipca    | 9                |
| 1995 | 27 lat  | 12,44 | Lucerna  | 27 czerwca  | 1                |
| 1998 | 30 lat  | 12,63 | Bangkok  | 19 grudnia  | 6                |
| 1999 | 31 lat  | 12,47 | Paryż    | 3 lipca     | 3                |
| 2000 | 32 lata | 12,65 | Lozanna  | 5 lipca     | 6                |
| 2001 | 33 lata | 12,58 | Edmonton | 11 sierpnia | 4                |

#### 50 m przez płotki
| Rok  | Wiek    | Wynik | Miejsce   | Data        | Wynik na świecie |
| ---- | ------- | ----- | --------- | ----------- | ---------------- |
| 1995 | 27 lat  | 6,77  | Moskwa    | 27 stycznia | 3                |
| 1999 | 31 lat  | 6,70  | Budapeszt | 5 lutego    | 1                |
| 2001 | 33 lata | 6,84  | Liévin    | 25 lutego   | 5                |
| 2002 | 34 lata | 6,82  | Liévin    | 24 lutego   | 2                |

#### 60 m przez płotki
| Rok  | Wiek    | Wynik | Miejsce | Data      | Wynik na świecie |
| ---- | ------- | ----- | ------- | --------- | ---------------- |
| 1995 | 27 lat  | 7,85  | Liévin  | 19 lutego | 2                |
| 1999 | 31 lat  | 7,82  | Liévin  | 21 lutego | 3                |
| 2001 | 33 lata | 7,90  | Lizbona | 9 marca   | 4                |
| 2002 | 34 lata | 7,89  | Liévin  | 24 lutego | 4                |

## Rekordy życiowe
- bieg na 100 m - 11.13 (2000)
- bieg na 100 m przez płotki - 12.44 (1995) - rekord Azji
- bieg na 50 m przez płotki (hala) - 6.70 (1999) - rekord Azji
- bieg na 60 m przez płotki (hala) - 7.82 (1999) - rekord Azji
- bieg na 60 m (hala) - 7.33 (2002)